# Nicopolis ad Istrum
Nicopolis ad Istrum (grško Νικόπολις ἡ πρὸς Ἴστρον, Nikópolis i prós Ístron,  bolgarsko Никополис ад Иструм Nikopolis ad Istrum) ali Nicopolis ad Iatrum je bil rimsko in kasneje bizantinsko mesto v sedanji severni Bolgariji.
Ruševine nekdanjega mesta so v bližini vasi Nikjup, 20 km severno od Velikega Trnovega v severni Bolgariji. Mesto je doživelo svoj vrh med vladanjem cesarjev Hadrijana in Antoninske in Severske dinastije. Arheološka izkopavanja še trajajo in odkrivajo vedno večji del mesta.
Najdišče je od leta 1984 nominirano za vpis na Unescov seznam svetovne dediščine.

## Zgodovina
Mesto je stalo na sotočju  rek Iatrus (Jantra) in Rosica, kjer se je pozimi leta 101/102 zbrala  rimska vojska pod vodstvom cesarja Trajana za napad na dačanske zaveznike Roksolane severno od Donave.
Nicopolis je ustanovil Trajan v letih 102-106. Podatek je razviden iz XXXIX prizora na Trajanovem stebru v Rimu, postavljenjem v spomin na njegovo zmago nad Roksolani v dačanskih vojnah konec leta 105. Ime Ulpia Nicopolis je dobilo po cesarjevem družinskem imenu (nomen).  V Ptolemajevi Geografiji se je že pred letom 130 namesto tega imena uporabljalo ime Nicopolis ad Haemum.
- Načrt Nicopolisa z vrisanim že raziskanim središčem mesta
- Severna mestna vrata
- Mestna ulica

Trajan je očitno pričakoval, da bo Ulpia Nicopolis postal čudovito mesto, kar se je postopoma uresničilo. Mogočen videz mesta izvira v glavnem iz obdobja Hadrijana in Antonina Pija (138-161). Prvi napisi so šele iz leta 136, ko je bilo v rabi ime Ulpia Nicopolis ad Istrum. Nova agora je dobila mogočno jonsko stebrišče (stoa) in  razkošno dvorano z neznano funkcijo.
Mesto so kmalu zatem, ko je bilo zgrajeno mestno obzidje, leta 170/171 opustošili Kostoboki, pleme iz sedanje zahodne Ukrajine. V tistem času je veliko stavb stalo izven mestnega obzidja.
Mesto se je ponovno  razcvetelo v 2. in 3. stoletju pod Seversko dinastijo (193-235). Leta 193 je Septimija Severa, takrat kandidata za rimski prestol, mesto obdarilo s 700.000 denariji, kar je takrat pomenilo celo bogastvo. Darilo je dokumentirano v zahvalnem pismu takrat že ustoličenega cesarja Septimija Severa. Cesar je kasneje večkrat obiskal radodarno mesto.
Približno od leta 212 častni naslov Ulpia ni več uporabljal v javnih napisih, kar naj bi bilo posledica Karakalovega nezadovoljstva po njegovem obisku mesta v letih 211-212. Karakala je zaprl mestno kovnico in mestu ukinil status civitas stipendaria, s čimer je izgubilo del dohodkov. Po Karakalovi smrti je mesto organiziralo igre za novega cesarja in, tako se zdi, dobilo svoj prejšnji državljanski status, ne pa tudi polnega imena, in ponovno odprlo kovnico denarja. Na kovancih so bile upodobljene njegove javne mestne zgradbe.
Leta 250 je cesar Decij v bitki pri Nicopolis ad Istrum porazil Gote pod Knivovim poveljstvom.
Nikopolis se je z reformami cesarja Dioklecijana (vladal 284-305) razvil v veliko mestno središče. V 3. stoletju je bilo poškodovano najmanj severno krilo agore. 
Pod cesarjem Konstantinom sta poškodovane stavbe na severnem delu agore nadomestili dve drugi, zidani iz kamna in opeke (opus mixtum), z vrstami velikih stebrov razdeljeni na tri dele. Stavbi sta bili verjetno skladišči (horrea), podobno kot v sosednjih mestih  Tropaeum in Zaldapa, in ne bazilika. Horrea je  bila verjetno del velike oskrbovalne mreže podonavske vojske, ki je v poznem 3. in začetku 4. stoletja  pomagala zgraditi veliko horrej.
Leta  447 so mesto uničili Atilovi Huni. Mesto je bilo morda že pred tem  na začetku 5. stoletja opuščeno.
Približno sredi 5. stoletja so po invaziji Hunov ob južnem zidu starega mesta zgradili nov visok in močan zid. Zdi se, da so bili takrat stari zidovi v slabem stanju in njihovo popravilo ni bilo izvedljivo. Razen tega bi 1,8 km dolgo obzidje zahteval  več branilcev, kot jih je bilo na boljo. Novo mesto je obsegalo komaj četrtino površine starega. Obzidanih je bilo samo malo več kot nekaj vojaških zgradb in cerkva, kar se je v tistem stoletju dogajalo tudi v drugih mestih ob Donavi. Ostali del obsežnih ruševin klasičnega Nikopolisa (21,55 ha) ni bil ponovno naseljen. Južni zid starega mesta je postal severni zid novega. Novi obrambni stolpi so bili zgrajeni na uničenih in zapuščenih stavbah,  okrašeni kamniti bloki iz njihovih pročelij pa do se uporabili za gradnjo novih. Stolpi so bili približno 15 m pred 10 m visokim obzidjem. Zunanja stran zidu je bila ometana  z malto z vrezanimi utori, da je bil zid videti kot kamnit. Stara južna vrata so bila rekonstruirana, da so se prilagodila višjemu okoliškemu terenu, ker so stara stala v kotanji.
V zgodnjem bizantinskem obdobju je mesto postalo škofovsko središče. Znani sta imeni dveh zgodnjih škofov: Marcela  (leta 451) in Amantija (leta 518).
Mesto so v poznem 7. stoletju med avarsko-bizantinskimi vojnami uničili Avari in Slovani. Na njegovih ruševinah je pozneje nastalo majhno bolgarsko naselje (9.-14. stoletje).
Za Nicopolis ad Istrum se lahko reče, da je bil rojstni kraj germanske književnosti. V 4. stoletju je gotski škof, misijonar in prevajalec Ulfilas (Wulfila) od cesarja Konstancija II. dobil dovoljenje, da se njegovi spreobrnjenci preselijo v Mezijo. Slednji so se  v letih 347–348 naselil blizu Nicopolisa ad Istruma. Wulfila je tam zasnoval gotsko abecedo in nadziral prevajanje Biblije iz grščine v gotščino, ki ga je izvedla skupina učenjakov.

## Arheologija
Klasično mesto je bilo pravokotno. Imelo je mrežo ulic, forum, obdan z jonsko kolonado in številnimi drugimi zgradbami, dvoladijsko dvorano, ki je bila pozneje preurejena v baziliko, in  druge javne zgradbe. Bogata arhitektura in kipi so bili podobni tistim v starodavnih mestih v Mali Aziji.
Na agori so bili kip Trajana na konju in drugi marmornati kipi in ionska kolonada. Mesto je imelo tudi triladijsko baziliko, bulevterij, Kibelin tempelj, majhen odeon, terme, ogrevano stavbo s trgovinami in zaprt prostor za sprehode in poslovna srečanja. Izkopanih je tudi nekaj meščanskih hiš in drugih zgradb.
Edinstvena javna zgradba, thermoperipatos, je bila v celem Rimskem cesarstvu doslej odkrita samo v Nicopolisu ad Istrum. Zgrajena je bila pod cesarjem Komodom v letih 184-185 na ruševinah starih stavb in zasedla celo insulo. V njej so bile verjetno trgovine. V 4. stoletju je bila uničena, potem pa je bila na njenem mestu zgrajena nova. 
Mesto so z vodo oskrbovali trije akvadukti, v samam mestu pa je bilo več vodnjakov. Nekaj so jih odkrili arheologi med svojimi izkopavanji.  25 km dolg zahodni vodovod je imel skoraj 3 km dolg in skoraj 20 m visok most, ki je vodil vodo po celi dolini reke Rosica. Njegovo vodno zajetje, zgrajeno v 2. stoletju, je bilo v bližini mesta Musina v občini Pavlikeni zahodno od rimskega mesta. V njem se še vedno zbira voda iz kraških izvirov v jami Musina. Velik castellum aquae tega akvadukta še vedno stoji zahodno od mesta.
Leta 2015 so arheologi odkrili ostanke ogromne stavbe, ki je bila verjetno prebivališče agoranomusa ali curule aedilea, javnega uslužbenca, zadolženega za trgovino in tržnice v starogrških in rimskih mestih.
Obelisk Kvinta Julija, aristokrata iz Nicopolisa, visok 14 m, še vedno stoji na podeželju blizu Lesičerija, približno 12 km zahodno od mesta.
Številne najdbe so na ogled v Pokrajinskem zgodovinskem muzeju v Velikem Tarnovem.
Leta 2018 so arheologi na majhnem trgu v jugozahodnem kotu forumskega kompleksa našli oltar, posvečen boginji Tihe, z napisom v stari grščini, ki ga je Demosten spremenil v epigram.

## Galerija
- Ruševine Nicopolisa ad Istrum
- Fronton z reliefom
- Rimska cesta, ena od glavnih ulic, ki je potekala v smerisever-jug
- Del glavne mestne kanalizacija